# Weltstadthaus (Wien)

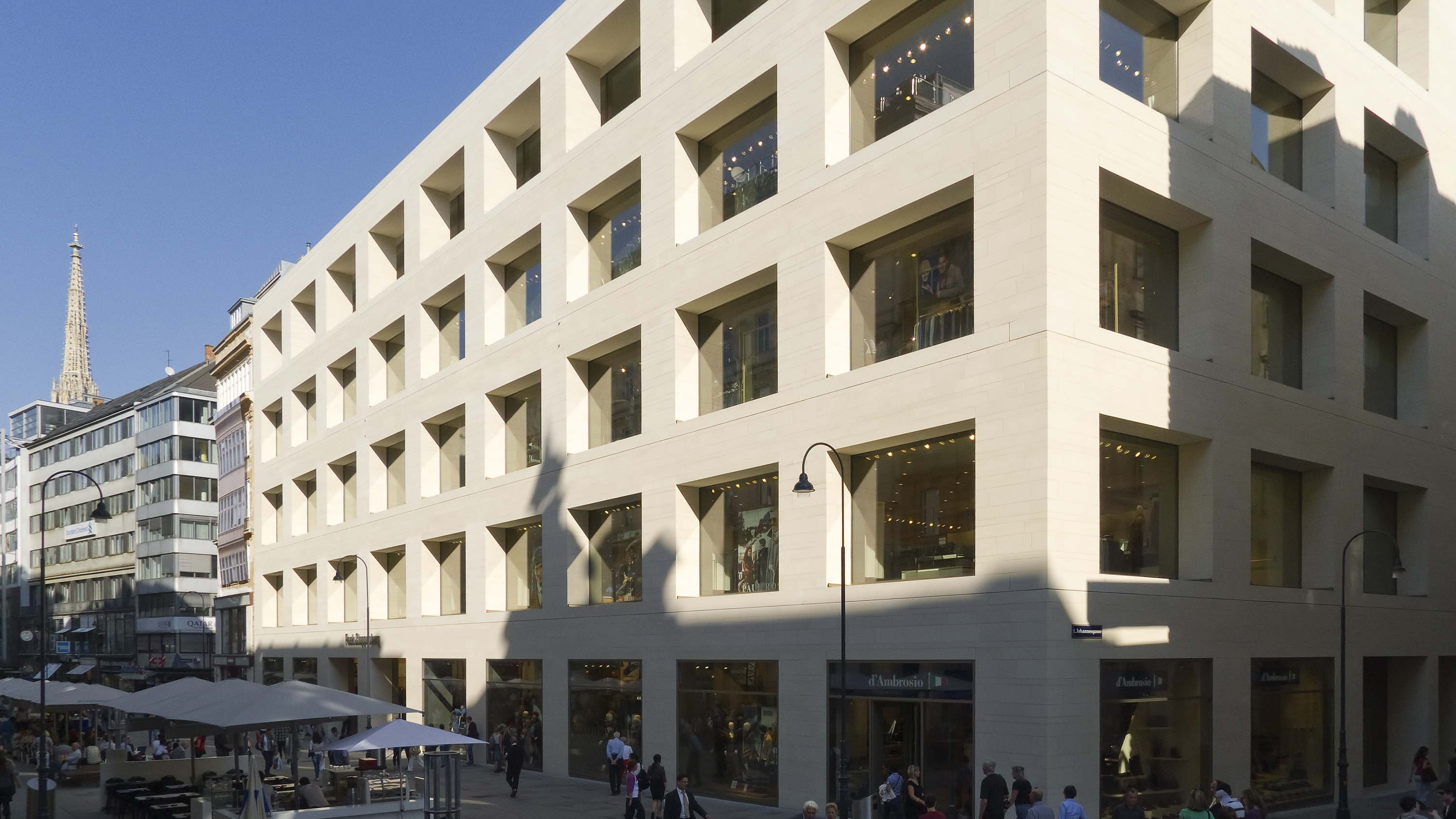
Das „Weltstadthaus“ in der Kärntner Straße

Das Weltstadthaus ist ein Gebäude im 1. Wiener Gemeindebezirk Innere Stadt, Kärntner Straße 29–33, das am 1. September 2011 eröffnet wurde. Geplant wurde es von David Chipperfield und es wurde als Filiale für Peek & Cloppenburg gebaut. Es ist das elfte der Häuser, die vom Konzern den Namen „Weltstadthaus“ erhalten haben, so auch das ehemalige Kaufhaus Herzmansky in der Mariahilfer Straße.
Die Fassade besteht aus hellem Donaukalk, womit an lokale Architekturtraditionen angeknüpft werden soll (beispielsweise an den Farbton des Leopold-Museums). Ein besonders auffälliges Merkmal sind die 85 großen Fenster, die anders als bei den meisten Warenhäusern nicht nur auf das Erdgeschoß beschränkt sind, sondern sich in additiver Weise auch in die oberen Stockwerke fortsetzen. Der Architekt selbst spricht von einem „Haus der Fenster“, die dem Gebäude die Wirkung eines Museums geben. Damit soll die klassischen Gebäudetypologie auf moderne Art weitergeführt werden und das Haus nicht als Einzelstück, sondern als Teil einer übergeordneten Struktur erscheinen.
Im Inneren werden die Verkaufsebenen durch ein zentrales Atrium erschlossen, das durch eine transluzente Glas- und Bronzestruktur von Tageslicht durchflutet ist. Es verfügt über 11.800 m² Verkaufsfläche.

## Kritik
Die Intention des Architekten, dass das Haus sich in die bestehende Stadtstruktur einfügen soll, wurde von einigen Kritikern schon vor der Eröffnung teilweise als gescheitert betrachtet. Andreas Lehne etwa schreibt in der Presse von einer brutalen Rasterfassade, die in jede x-beliebige deutsche Nachkriegs-Fußgängerzone passen würde.

## Galerie

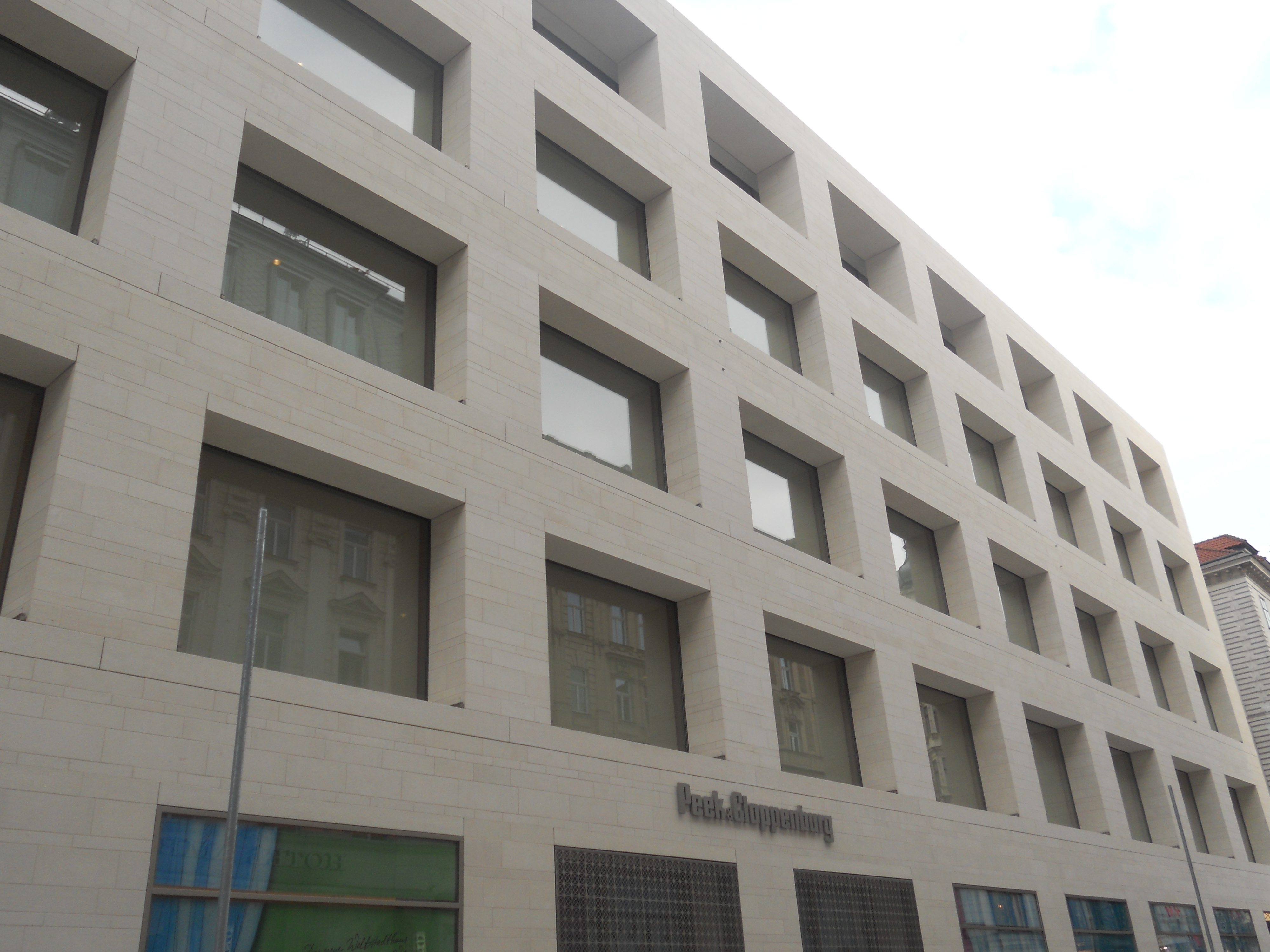
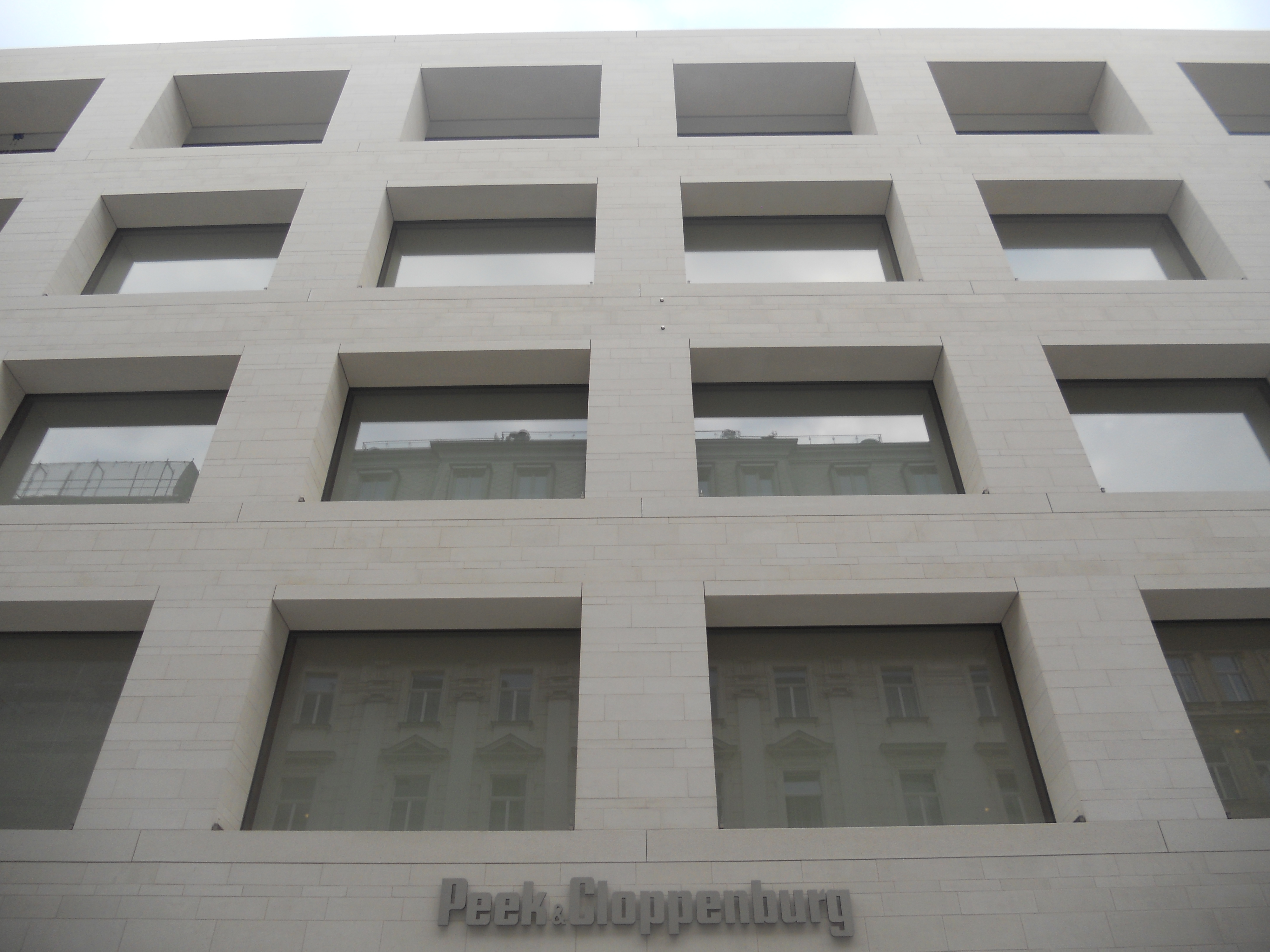
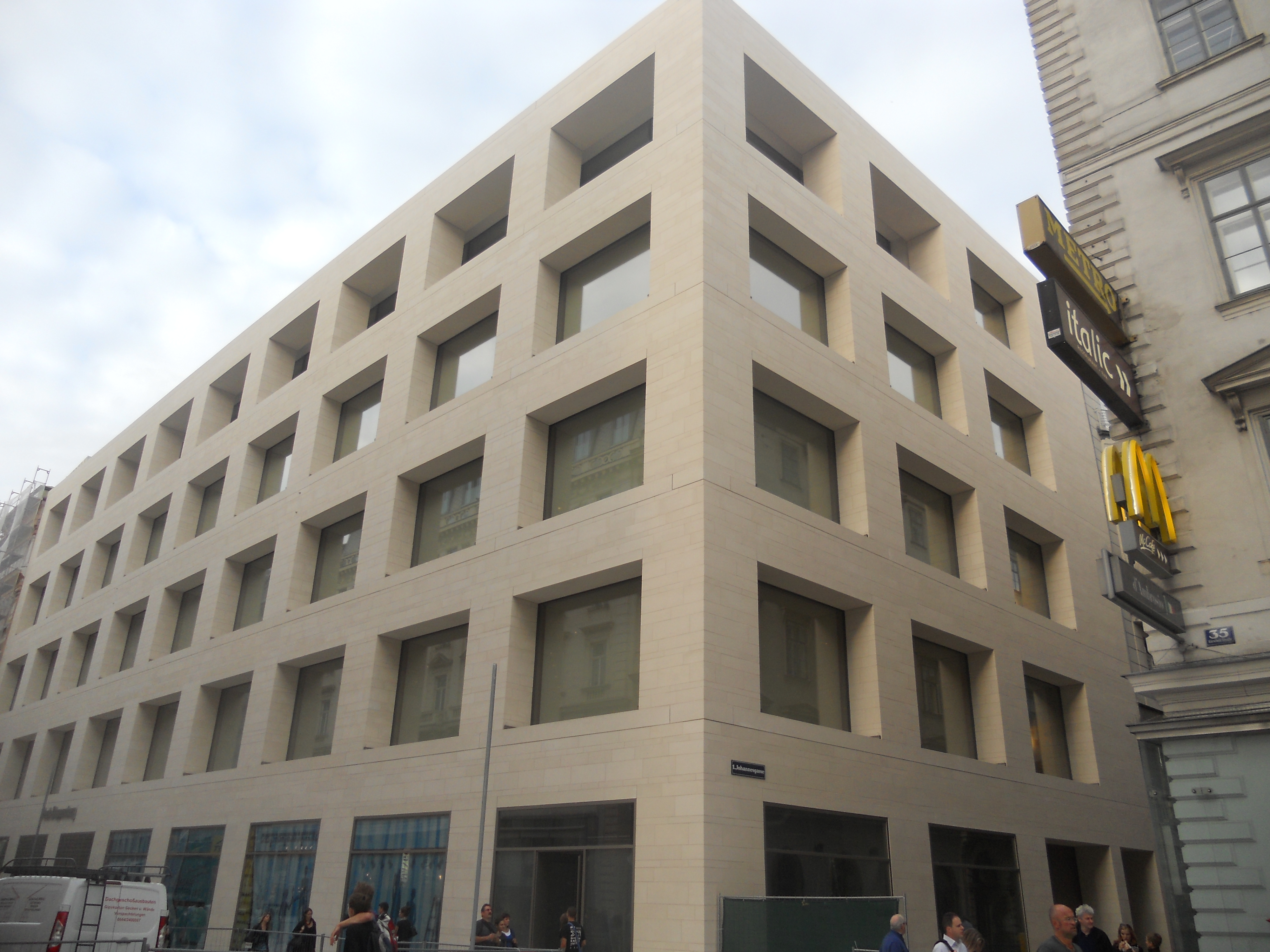